# Liu Xiuhua
Liu Xiuhua (en chino: 刘秀华; 5 de octubre de 1975) es una deportista china que compitió en halterofilia. Ganó cuatro medallas de oro en el Campeonato Mundial de Halterofilia entre los años 1992 y 1996.

## Palmarés internacional
| Campeonato Mundial | Campeonato Mundial    | Campeonato Mundial | Campeonato Mundial |
| Año                | Lugar                 | Medalla            | Categoría          |
| ------------------ | --------------------- | ------------------ | ------------------ |
| 1992               | Varna (Bulgaria)      | Medalla de oro     | 48 kg              |
| 1993               | Melbourne (Australia) | Medalla de oro     | 50 kg              |
| 1995               | Cantón (China)        | Medalla de oro     | 50 kg              |
| 1996               | Varsovia (Polonia)    | Medalla de oro     | 50 kg              |